# Brocky Károly
Brocky Károly (Temesvár, 1807. május 22. – London, 1855. július 8.) magyar festő. Mint arcképfestő vált híressé a bécsi, majd a londoni királyi udvarban és az angol főnemesség körében. Az angol portréfestészet nemes hagyományait követte. Mitológiai témájú aktfestményei a barokk festészet (Rubens, van Dyck) és az itáliai késő reneszánsz (Paolo Veronese) hagyományokhoz nyúlnak vissza.

## Életpályája
Édesapja borbélymester volt. Sógora Weldin Ferenc temesvári polgármester az, aki a korán árvaságra jutott fiút 6–7 hónapig Schütz Jánoshoz, a temesvári rajziskola tanítójához járatta, de a biztosabbnak tűnő megélhetés reményével inkább borbélyinasnak adta.
Brockynak a borbélyműhelyben nem volt maradása, ezért Melegh Gábor (1801-1832) verseci születésű festőhöz szegődött, aki az olajfestés technikájába avatta be. Fényes reményekkel érkezett Bécsbe, s bár hazulról Weldin polgármester úr támogatta, hogy a politechnikumot látogathassa, a fiatal művésznek sok küzdelemben van része, mindazonáltal dísze az intézetnek, mert a legkiválóbb tanulók közé tartozik egyszerű körülményei ellenére is.
Keserves nélkülözések között tengette életét, s hosszú évek múlva, amikor már hírneves és vagyonos művész volt Londonban, boldogan említette az elbukott szabadságharc miatt emigrációban lévő Rónay Jácintnak:
„Ha körülnézek szobáimban, alig bírom elhitetni magammal, hogy ez mind a sajátom, hogy az a kis elhagyott fiú, aki egykor éhesen és rongyosan járt Bécs utcáin, most Londonban háziúr!”
A bécsi szegénysége idején is szorgalommal és nagy odaadással tanult, olyannyira, hogy tanárai felfigyeltek az ügyes magyar Carl Brockyra. Tanulmányai befejezését követően Itáliába utazott, ahol a nagy elődök, mesterek képeit, munkásságát tanulmányozta, másolta. Alkalmi eladásokból tartotta fenn magát, amelyekből egy-egy eredeti rajz és festmény megvásárlására is futotta már, és amikor Bécsbe visszatért, képzőművészeti gyűjteményének hamar híre ment.
Módjában állt, hogy berendezzen egy műtermet, ahol a kor nevesebb politikusai, művészei is megfordultak, sőt a királyi udvar egyes tagjai is. Jó hírére való tekintettel meghívták a Burgba, ahol I. Ferencet több alkalommal is lefestette, de művészi hírnevét mégis a Montleart hercegnőről készített remek miniatúrájával alapozta meg. Moritz Michael Daffinger tanár, a kor neves miniatúra festője jóakaratából pedig számos megrendelésre tett szert, amely lehetővé tette, hogy többé ne kelljen a szegénységgel küzdenie.
1837-ben újból útra kelt, ezúttal Párizsba vitte szüntelen tanulni vágyása. A párizsi képtárakban újból neki látott a nagy mesterek műveinek tanulmányozásához, rajzokat, festői vázlatokat készíttetett, és egy alkalommal, amikor épp Paolo Veronese egyik képe részleteit vázolta, felkeltette Hugh Andrew Johnstone Munro of Novar, gazdag angol főúr figyelmét. A nagy műbarát Londonba vitte magával Brocky Károlyt, és saját palotájában berendeztetett számára egy tágas műtermet a Park Streeten. Később elkísérte Munrót annak skóciai birtokára is, ahol számos gyönyörű, melankolikus hangulatú tájképet festett.
Pártfogója révén megismerkedett Dominic Charles Colnaghival, az ismert galériással és a brit arisztokrácia számos tagjával. Elsősorban krétarajzaival hívta fel magára a figyelmet, de idővel akvarelljeinek sikerei révén a Brit Akvarellfestők Királyi Akadémia tagjává is választották, 1854-ben. Számos alkalommal dolgozott a Hamilton családnak, lefestette Charlotte Talbot ladyt, majd pedig Miss Liddel udvarhölgy arcképe révén Viktória királynő udvarába is bekerült. Tehát az udvar felfigyelt rá, s megnyílt az útja a királyi családhoz, amelynek szívesen látott vendége lett.
Később híre ment, hogy Brocky nyers szókimondásának következményeként, egy nap mégis bezárult előtte a királyi palota kapuja, egy időre kegyvesztett lett. Állítólag egy alkalommal, amikor Viktória királynő a gyermek trónörökös arcképét óhajtotta lefestetni, Brocky megjegyezte, hogy minden gyerek arca egyforma, nem érdemes elkészíteni ezt az arcképet. Ez az udvariatlan válasza hidegítette el a legenda szerint a királyi családtól, miközben tény, hogy az angol arisztokrácia is elhidegült iránta. Bár az arisztokrácia elhidegülésének talán – ahogy egyes brit életrajz írói is tartják – a mitológiai képein megfestett aktokkal szembeni prüdéria volt az oka.
Betegsége idején aztán különös kegyben részesítette a királyi család, amikor Albert herceg egyik főembere, Majer, a híres és ünnepelt festővel Franz Xaver Winterhalterrel meglátogatta Brockyt, és a Albert herceg királyi hintójával vitték a szabadba a gyengélkedő mestert.

„Ezt a férfiút meg kell mentenünk. Alig ismerek rajzolót, aki ügyességbe mérkőzhetnék vele - nyilatkozta róla Winterhalter - Neki szép jövője van. Íme alig hat éve, hogy meglepő kréta és akvarellművei után olajban fest, s máris a legjobbak közé küzdötte fel magát.”

Betegségéből azonban nem tudott felépülni már többé. Halála előtt fájdalmasan nyilatkozott magyar barátainak, hogy most kell megválnia a világtól, amikor annyi szenvedés és nélkülözés után végre jó sorsra jutott. Hazáját emlegette, sőt képeinek egy részétől nem vált meg soha: „Ezt a képet a hazám számára festettem” – mondta, amikor Viktória királynő meg akarta venni a Kánai menyegző című festményét.
Az 1855. július 8-án, 48 éves korában elhunyt magyar festőművészt, a londoni Kensal Green temetőben helyezték örök nyugalomra.

## Magyar kapcsolatok

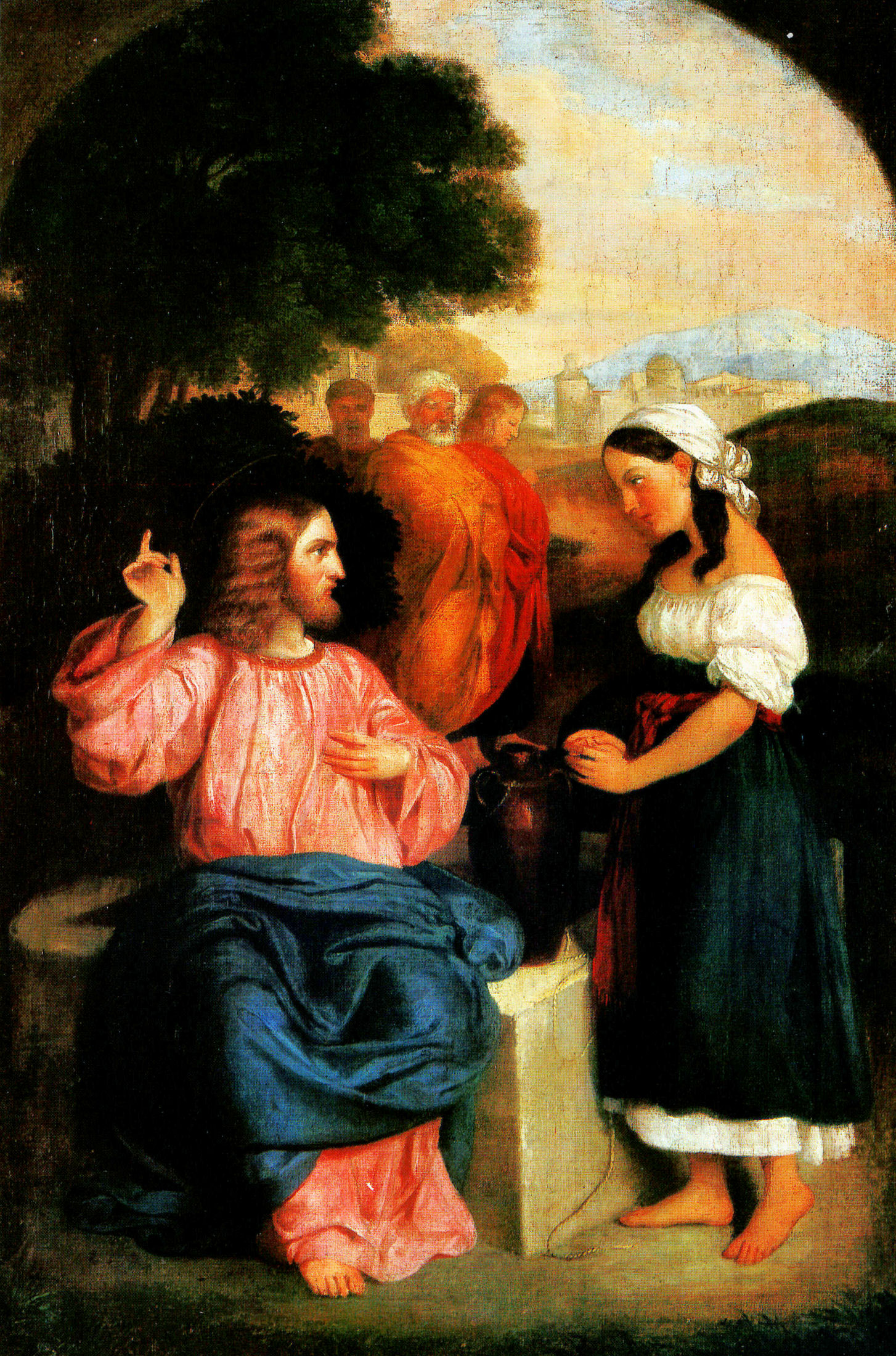
Krisztus és a szamáriai asszony c. oltárkép másolata

Az 1840-es évek közepén készült el 197 cm széles és 264 cm magas vászonra festett eperjesi templom oltár-olajképe, amely Krisztust és a szamariai asszonyt ábrázolja s feltehetően ekkor került a felvidéki város templomának főhelyére, amelyet Kolbenheyer Mór evangélikus lelkész biztatására alkotott. Sajnos az oltárkép később, 1913-ban tűzvész áldozata lett.
Végrendeletének értelmében egyebek közt Kmety tábornok, és Mészáros Lázár arcképét, valamint ebédlőjében függő legkedvesebb képét, a Vénusz és Kupidó címűt hazájára hagyta, de amikor a művész hagyatékával a Lloyd-gőzös 1857-ben Triesztben kikötött, a két arckép hiányzott s ezek helyett még egy másik mitológiai képet találtak, a Kánai menyegző és a Psyche mellett.
A két arcképet az abszolutizmus korában elkobozták volna s azért nem küldték el Londonból. 1867-ben Szokoly Viktor a Fővárosi Lapok 11. számában azt írta, hogy a Nemzeti Múzeum igazgatója, Kubinyi Ágost el akarta adatni a két képet, ám az angol hatóságok ragaszkodtak a végrendelet betűjéhez s azokat továbbra is a „Cobden nagynevű családja” kezei között hagyták, amelyet nyilván a kiegyezés után el is juttattak, mert azt követően már a Magyar Nemzeti Múzeum Történelmi Képcsarnokának birtokába került az 1848–49. évi szabadságharc e két hősének arcképe.
Szélesebb körben neve csak az 1896. évi millenáris kiállítás óta ismeretes Magyarországon, amikor jobbára külföldről egyszerre 29 festményét állították ki. Ez a jórészt arcképekből álló gyűjtemény főleg Angliából került a kiállítás tartamára Magyarországra, s a kultuszminisztérium megbízásából akkor Nyári Sándor dr. gyűjtötte össze.
Bármilyen nagy hatással is voltak azonban Brocky képei a hazai közönségre a millenniumi időkben, a mester életének és egyéniségének behatóbb vizsgálatára senkit sem késztettek. Brockyról a 19. században sokáig csak annyit lehetett tudni, mint amennyit róla halála után egyik angol barátja nem minden romantikus kiszínezés nélkül megírt életrajzában közölt.
A 20. század elején a Wilkinson-hagyatékból szerencsésen hazakerült (Hatvany Ferenc báró jóvoltából) vázlatgyűjteménye.

## Művei közgyűjteményekben
Műveit őrzi a londoni National Gallery, a Magyar Nemzeti Múzeum és a Magyar Nemzeti Galéria Budapesten és a Herman Ottó Múzeum Miskolcon.

## Művei (válogatás)
- (1833 körül) Medgyasszay István lányai (olaj, vászon, 60 x 70 cm, magántulajdonban)
- (1833 körül) Medgyasszay István fiai (olaj, vászon, 60 x 70 cm, magántulajdonban)
- 1835 Nő portréja (akvarell, papír, 220 x 175 mm, magántulajdonban)
- 1830-38 Asztalnál ülő lovag (akvarell, papír, 126 x 135 mm; Magyar Nemzeti Galéria, Budapest)
- 1839-44 Elisabeth Barrett-Browning arcképe (pasztell, karton, 375 x 280 mm; Magyar Nemzeti Galéria, Budapest)
- 1840-es évek Fiatal nő (pasztell, papír, 595 x 440 mm; Magyar Nemzeti Galéria, Budapest)
- 1840-es évek Krisztus és a szamáriai asszony (akvarell, Magyar Nemzeti Galéria, Budapest)[3]
- 1841 Viktória királynő és Albert herceg portréja
- 1843 Lucy Ashton és Ravenswood meglátogatja a vak Alice-t (olaj, vászon, 78,8 x 79,4 cm; magántulajdonban)
- (1847 körül) Fiatal nő virágot öntöz az ablakban (akvarell, 120 x 81 mm; Magyar Nemzeti Galéria, Budapest)
- (1847 után) Szeret engem? (olaj, vászon, 49 x 38 cm; Magyar Nemzeti Galéria, Budapest)
- (1847 után) Gyereket pólyázó anya (ceruza, akvarell, 147 x 116 cm; Magyar Nemzeti Galéria, Budapest)
- 1846-50 Női arckép (olaj, vászon, 57 x 44,5 cm; magántulajdonban)
- 1846-50 Fiatal nő mellképe (Nyár) (olaj, vászon, 58 x 44,3 cm; magántulajdonban)
- 1846-50 Anya és gyermeke (olaj, vászon, 62 x 54,8 cm; Magyar Nemzeti Galéria, Budapest)
- 1846-50 Fátyolos nő képe (olaj, vászon, 53,3 x 47 cm; magántulajdonban)
- (1850 körül) Kmetty György honvédtábornok képmása (olaj, vászon, 61 x 51 cm; Történelmi Képcsarnok, Magyar Nemzeti Múzeum, Budapest)
- (1850 körül) Ablaknál álló nő (olaj, vászon, 34 x 26,3 cm; magántulajdonban)
- 1850 Vénusz és Ámor (olaj, vászon, 54 x 78,5 cm; Magyar Nemzeti Galéria, Budapest)
- (1850 után) Önarckép (olaj, vászon, 21,5 x 17,7 cm; Magyar Nemzeti Galéria, Budapest)
- 1853 Ceres és Triptolemos (olaj, vászon, 139 x 119 cm; Herman Ottó Múzeum, Miskolc
- (1853 körül) A zene és a festészet bemutatása és megkoronázása a költészet által című művelődési allegória (akvarell, Magyar Nemzeti Galéria, Budapest)[4]
- (1850-55) Nyugvó Pszyché (Vénusz és Faun) (olaj, vászon, 119 x 160 cm; Magyar Nemzeti Galéria, Budapest)
- 1850-55 Ámor és Pszyché (olaj, vászon, 140 x 166 cm; Magyar Nemzeti Galéria, Budapest)
- 1850-55 Alvó bacchánsnő (olaj, vászon, 46 x 46 cm; Magyar Nemzeti Galéria, Budapest)
- 1850-55 Ébredés (olaj, vászon, 60 x 50 cm; Magyar Nemzeti Galéria, Budapest)
- 1850-55 Leányka képe (olaj, vászon, 43 x 26 cm; Magyar Nemzeti Galéria, Budapest)

## Galéria

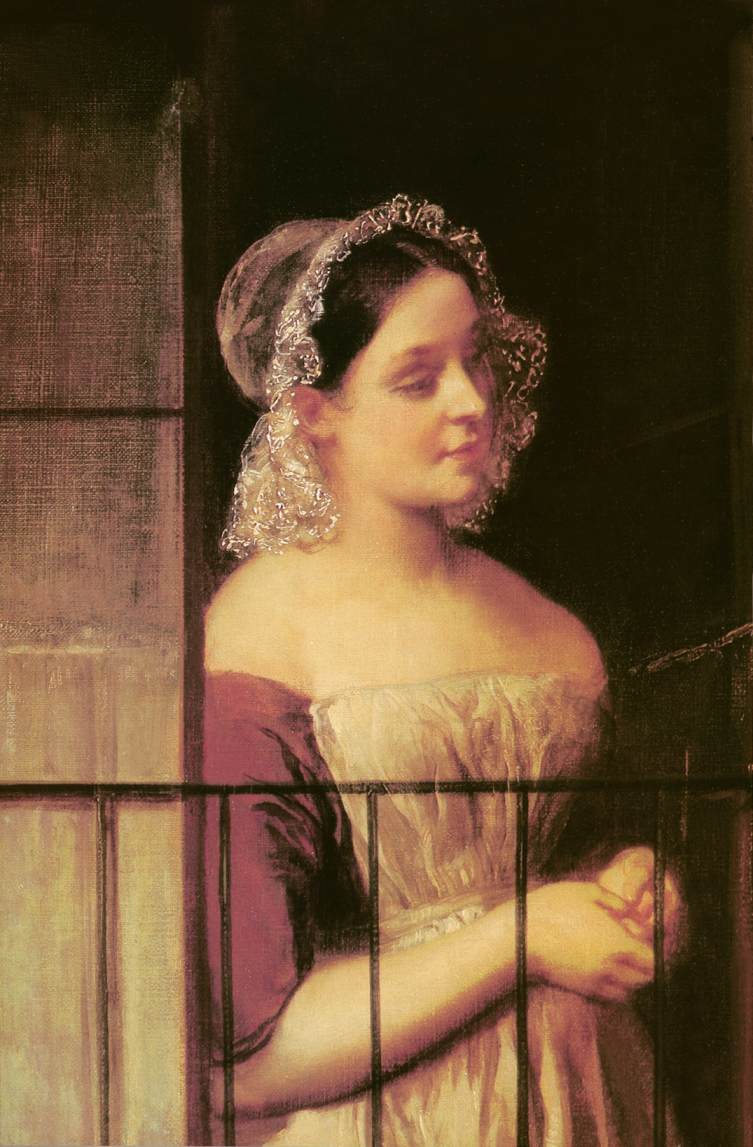
Ablaknál álló nő (1850 körül)
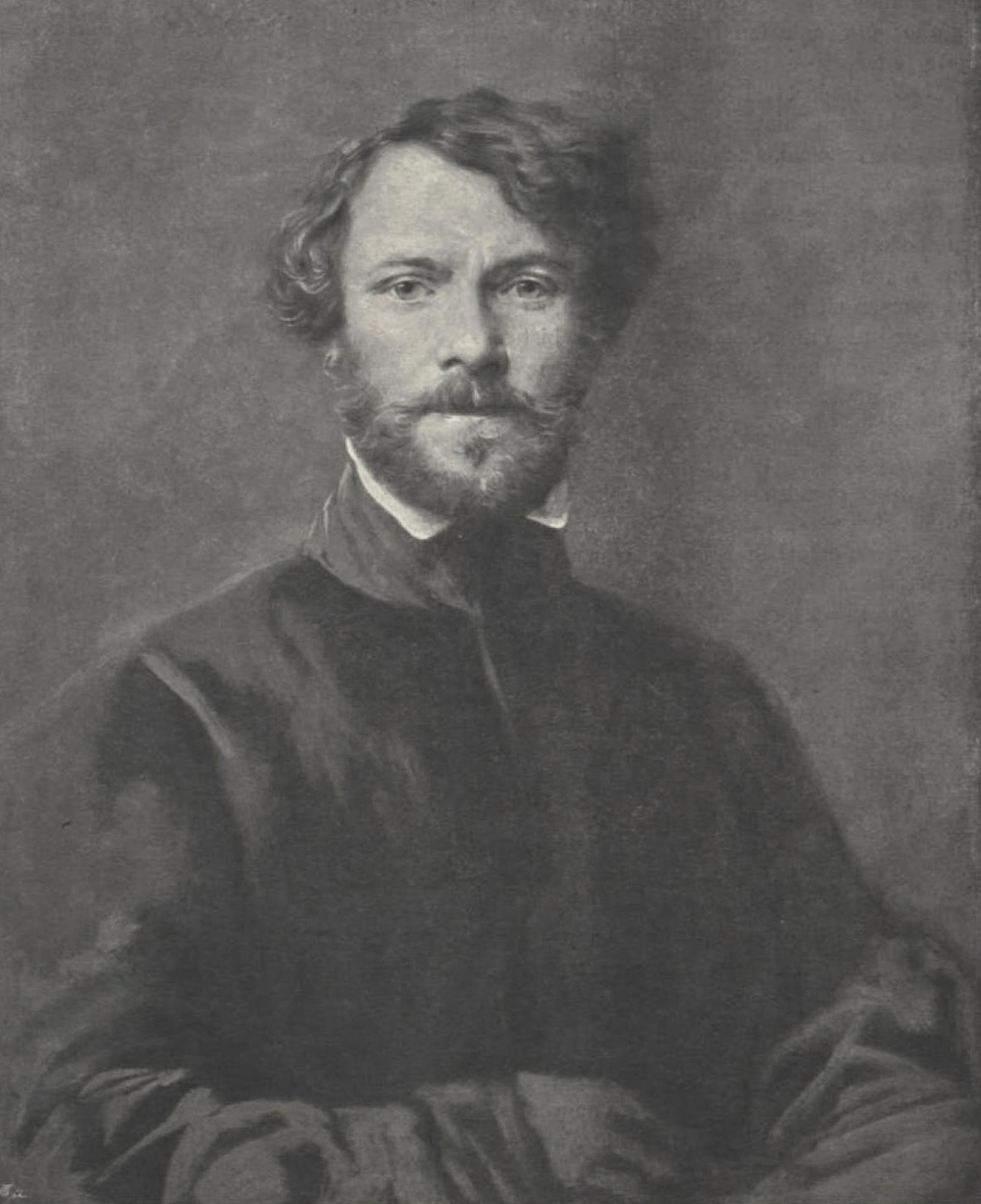
Önarckép
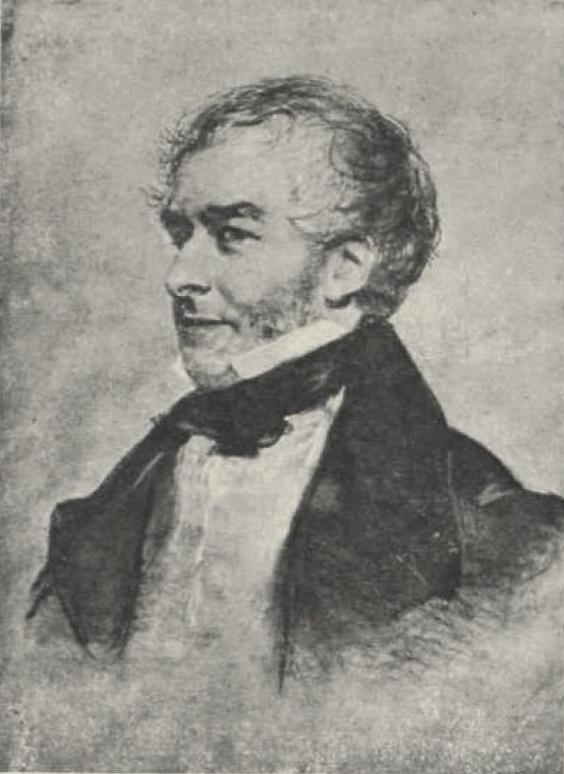
Wiscount Melbourne arcképe
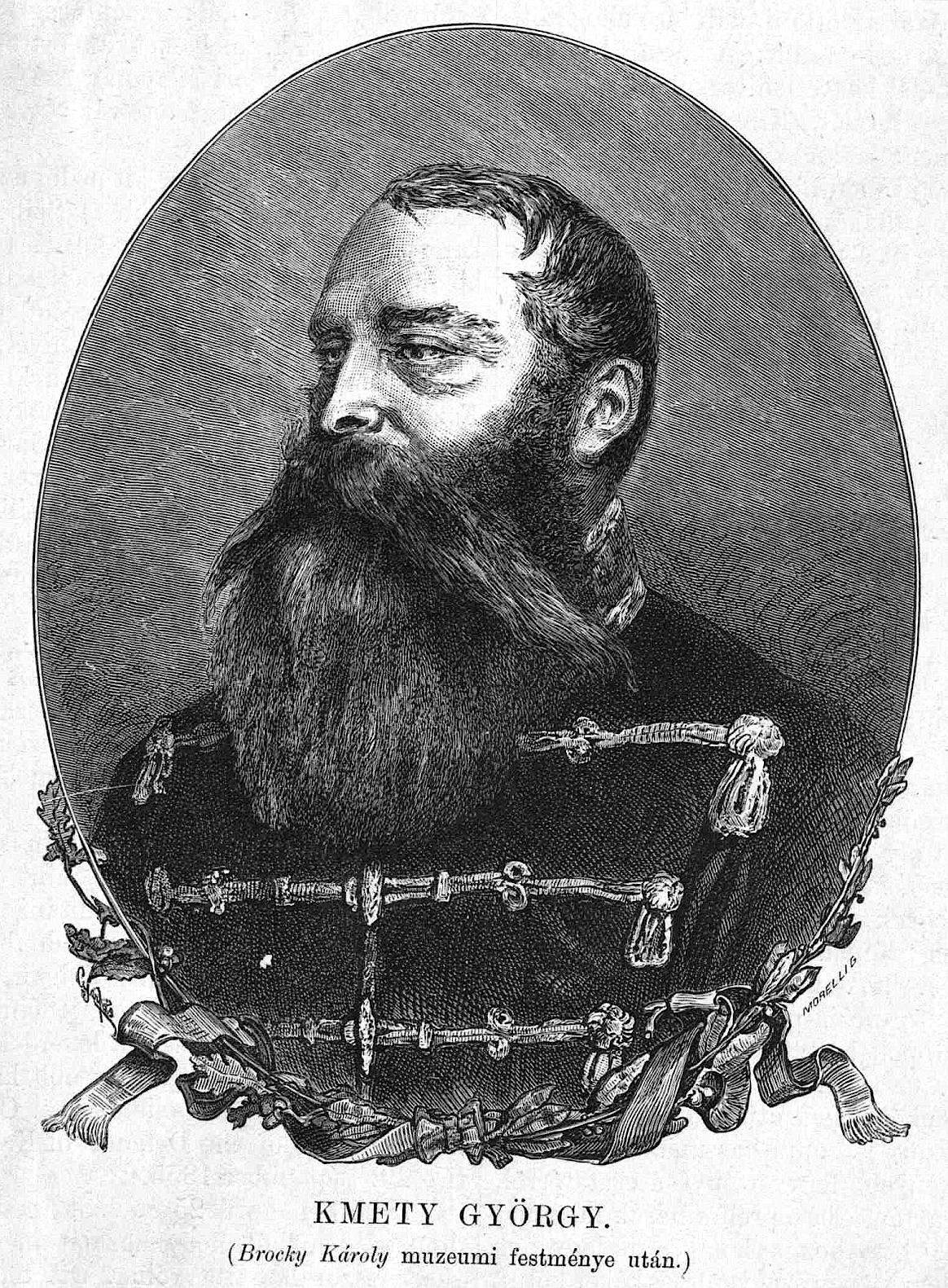
Kmety György arcképe